# グリコヘモグロビン
グリコヘモグロビン（glycohemoglobin）とは、ヘモグロビンにグルコースが結合した糖化産物の総称である。糖化ヘモグロビンとも呼ばれる。ヘモグロビンは1種類のタンパク質で構成されているわけではないため、グリコヘモグロビンも1種類ではない。ただ、中でもHbA1c（ヘモグロビンAワンc）は臨床検査に利用されることで有名である。

## 生成
ヒトなどのように血糖としてグルコースを用いている動物の血液中には必ずグルコースが含まれている。グルコースは血中に含まれる物質の中では比較的反応性が高く、健常なヒトにおいても、非酵素的に、すなわち、勝手に、様々なタンパク質と一定の速度で反応して結合する。これを糖化と言い、そのようにしてAGEsが生成する。ヘモグロビンもタンパク質であり、グルコースが共存していれば、この糖化から逃れることはできない。ヘモグロビンとグルコースが共存すると、非酵素的に一定の速度でグリコヘモグロビンが生成する。なお、この反応は不可逆反応であるため、健常なヒトにおいても血中で徐々にグリコヘモグロビンは生成している。

## 標準化による統一評価
HbA1c値は、測定方法によって測定対象とする糖化ヘモグロビンが異なるので、同一試料を測定しても測定方法によって異なる値を示す。
測定対象により測定法を大別すると以下のようになる。
| 測定法                     | 測定対象                                |
| -------------------------- | --------------------------------------- |
| ペプチドマッピング(IFCC)法 | β-N-(1-deoxyfructosyl)-Haemoglobin      |
| HPLC(KO500)法              | β-N-(1-mono-deoxyfructosyl)-Haemoglobin |
| 免疫法                     | HbA1c特異抗体の凝集                     |
| 酵素法                     | ヘモグロビンの糖化N端                   |
| アフィニティ法             | 全糖化ヘモグロビン                      |
| NGSP-HPLC法                | HbA1cを含む分画                         |

測定法の測定値間には線形相関が認められる。このため、グリコヘモグロビン値はそれぞれの指定比較法(Designated Comparison Method, DCM)を用いて、IFCC値、NGSP値、JDS値、Mono-S値に校正することで表示値の標準化を行って評価される。現在は、表示値は異なるがIFCC値とNGSP値の2つが臨床的な統一評価に使用されている。

## 臨床検査指標
グリコヘモグロビンの生成の仕方から明らかなように、グルコースの濃度が高いほど、すなわち、血糖値が高ければ高いほど、グリコヘモグロビンの生成は促進される。したがって、糖尿病の場合、特に血糖コントロールが不良だと、グリコヘモグロビンの量は通常よりも増加する。逆に、体内にインスリノーマが存在するなどの原因で、血糖値が低下傾向にある場合、グリコヘモグロビンの量は通常よりも減少する。しかしながら、ヘモグロビンを持った血球である赤血球は、健常なヒトであっても約120 日程度が寿命であり、古くなった赤血球は脾臓などで処理され、この時にグリコヘモグロビンも分解される。このために、グリコヘモグロビンの血中濃度は、過去数ヶ月の平均血糖値を反映した指標にすることができる。成人型ヘモグロビン（ヘモグロビンA）のβ鎖N末端が糖化したグリコヘモグロビンは、ヘモグロビンA1cと呼ばれ、グリコヘモグロビンの中でも比較的検出が容易なことから、血糖コントロールの指標として測定される。なお、WHOが推奨する基準値は、48 (mmol/ml)以下とされている。